# Новографское (Акмолинская область)
Новографское (каз. Новографское) — село в Шортандинском районе Акмолинской области Казахстана. Входит в состав Раевского сельского округа. Код КАТО — 116855500.

## География
Село расположено в северной части района, на расстоянии примерно 5 километров (по прямой) к северо-западу от административного центра района — посёлка Шортанды, в 11 километрах к востоку от административного центра сельского округа — села Раевка.
Абсолютная высота — 342 метров над уровнем моря.
Ближайшие населённые пункты: посёлок Шортанды — на юго-востоке, село Раевка — на западе.

## История
Во время Первой Мировой Войны входило в Графскую волость, Акмолинского уезда.

## Население
В 1989 году население села составляло 135 человек (из них казахи — 37%, русские — 31%).
В 1999 году население села составляло 183 человека (95 мужчин и 88 женщин). По данным переписи 2009 года, в селе проживало 127 человек (61 мужчина и 66 женщин).
| Численность населения | Численность населения | Численность населения |
| 1989                  | 1999                  | 2009                  |
| --------------------- | --------------------- | --------------------- |
| 135                   | ↗183                  | ↘127                  |

## Инфраструктура
В селе функционируют:
- медицинский пункт

## Улицы[7]
- ул. Бейбитшилик